# Crònica del Perú
Crònica del Perú és una obra de Pedro Cieza de León, redactada entre 1540 i 1550. És el primer relat en viu de l'exploració i conquesta dels territoris que actualment són Colòmbia, Equador, Perú i Bolívia, així com la primera història global del món andí, que abasta des de l'època prehispànica (època incaica). L'obra va ser escrita per Cieza de León seguint un encàrrec del President Pedro de la Gasca (pacificador del Perú, després de les revoltes i rebel·lions desencadenades per Gonzalo Pizarro i els seus partidaris). L'obra, summament extensa, es divideix en quatre parts. En vida de l'autor sol es va publicar la primera part (Parte primera de la Crónica del Perú, 1553); la resta va romandre inèdit i fins i tot extraviat, fins als segles XIX i XX.

## Motiu
En el Proenio de la primera part de la seva Crònica, Cieza va apuntar les quatre raons que li van moure a escriure aquesta obra:
- Primer, observar que ningú deixava «veritable notícia del que va passar».
- Segon, donar a conèixer la cristianització de multitud d'indis «amb treball d'espanyols: que va ser tant que una altra nació alguna de tot l'univers no ho pogués sofrir. I així els va triar Déu per a una cosa tan gran, més que cap altra nació ».
- Tercer, divulgar l'imperi espanyol i el descobriment d'enormes territoris.
- Quart, convidar al fet que es copiés el bon exemple de servir a la Corona de Castella i s'evités l'exemple dels quals van ser castigats per «cometre traïcions, tirania, robatoris i altres yerros».

## Divisió
L'obra es compon de quatre parts.
I. Primera part de la Crònica del Perú. Introducció de l'obra en general. És una valuosa descripció i relat de terres i pobles, amb detalls dels seus costums i tradicions. L'obra és un valuós document etnogràfic dels indígenes americans, la seva religió i economia, les seves creences i organització.
II. Segona part. Del senyoriu dels yngas yupangues. Tracta sobre la història dels Inques o reis de l'Antic Perú. La crítica històrica ha estat unànime en considerar-la com una obra fonamental per a l'estudi de la historia inca.
III. Tercera Part. Del descobriment i conquesta deste regne del Perú. Tracta sobre el Descobriment i la Conquesta del Perú,
IV. Guerres civils del Perú, projectada en cinc llibres, encara que només es coneixen els tres primers (Guerra de les Salines, Guerra de Chupas i Guerra de Quito). Tracta sobre les guerres civils entre els conqueridors del Perú.

## Publicació
La primera part va ser publicada a Sevilla, el 1553. Es van imprimir 1100 exemplars i a l'any següent va ser necessària una nova edició, corregida a Anvers. Però Cieza va morir poc després, el 2 de juliol de 1554, i la resta de la seva copiosa obra va romandre inèdita i fins i tot extraviada. No va faltar fins i tot els qui es van apropiar del seu treball, com va ser el cas del cronista Antonio de Herrera i Tordesillas que va copiar diversos capítols en les seves Dècades.
La segona part va ser redescoberta a la Biblioteca del Monestir de l'Escorial per l'historiador peruà Manuel González de la Rosa, que va preparar una edició per publicar-la a Londres en 1873. Però aquesta es va quedar en proves per raons econòmiques. En 1880, sota la cura de l'erudit espanyol Marcos Jiménez de la Espada, es va publicar finalment l'obra, sota el títol de Segona part de la crònica del Perú, que tracta del senyoriu dels inques yupanquis i dels seus grans fets i governació (actualment coneguda simplement com El Senyoriu dels Inques).
La tercera part va demanar un major esforç dels investigadors per a la seva ubicació i reconstrucció. Jiménez de la Espada va publicar alguns fragments en 1897; després, entre 1950 i 1958 van ser publicats 54 capítols en la revista Mercurio Peruano per l'erudit de Lima Rafael Loredo. En 1975, el pare Carmelo Sáenz de Santa María S.J. va publicar els capítols finals que Loredo no va poder trobar. Finalment, el manuscrit complet va ser trobat a la Biblioteca Apostòlica Vaticana per la professora Francesca Cantú, sent publicat el 1979.
La quarta part va romandre extraviada fins al segle xix, encara que varis dels seus capítols es podien llegir en les Dècades d'Antonio d'Herrera. L'autor va planejar dividir-la en cinc llibres, però només s'han identificat els tres primers (Guerra de les Salines; Guerra de Chupas; i Guerra de Quito), que van ser publicats entre els segles XIX i XX; no se sap si l'autor va arribar a escriure els restants llibres (Guerra de Huarina i Guerra de Jaquijahuana), cabent la possibilitat que estiguin perduts. Jiménez de la Espada va ser el primer a escometre l'edició de la Guerra de Quito, basant-se en un manuscrit incomplet existent a la Biblioteca de Palau Real de Madrid, que només contenia els primers 53 capítols (1877). Per aquesta època es va fer també la primera edició de la Guerra de les Salines (1877) i de la Guerra de Chupas (1881), consignades en la Col·lecció de Documents Inèdits per a la Història d'Espanya; posteriorment es va fer l'edició completa de la Guerra de Quito (1909), consignada a la Nova Biblioteca Autors Espanyols.